# Драгановка (Тернопольская область)
Драгановка (укр. Драганівка) — село в Подгороднянской сельской общине Тернопольского района Тернопольской области Украины.
Население по переписи 2001 года составляло 931 человек. Почтовый индекс — 47723.